# Pizo Gómez
José Antonio Gómez Romón, conosciuto come Pizo Gómez (Eibar, 7 gennaio 1964), è un ex calciatore spagnolo.

## Carriera

### Club
Cresciuto nell'Eibar, passa all'Athletic Bilbao, che lo fa esordire con il Bilbao Athletic nella stagione 1983-1984. Nello stesso anno entra a fare parte anche della prima squadra, scendendo in campo soltanto in coppa del Re. Dopo un anno in prestito al Lleida per il servizio militare, ritorna all'Athletic con cui debutta in Primera División spagnola.
Nell'estate 1987 viene acquistato dall'Osasuna, con cui disputa altri due campionati nella Liga, per passare all'Atlético Madrid con cui resta fino al 1996, esperienza intervallata da due stagioni in prestito ad Espanyol e Rayo Vallecano.
Dopo dieci stagioni consecutive nel massimo campionato spagnolo, nel 1994 ritorna all'Osasuna, questa volta in Segunda División. Segue un ritorno all'Eibar, per concludere la carriera nel 1998 all'Izarra.

## Palmarès

### Club
- Campionato spagnolo: 1

Athletic Club: 1983-1984
- Coppa di Spagna: 2

Athletic Club: 1983-1984
Atlético Madrid: 1990-1991
- Supercoppa di Spagna: 1

Athletic Bilbao: 1984